# تپه گورستان کوند ۱
تپه قبرستان کوند (۱) مربوط به اواخر اوایل اسلام است و در شهرستان بوئین‌زهرا، روستای کوند واقع شده و این اثر در تاریخ ۲ آبان ۱۳۸۲ با شمارهٔ ثبت ۱۰۵۵۵ به‌عنوان یکی از آثار ملی ایران به ثبت رسیده است.